# Нарикуни, Таиси
Таи́си Нарикуни (яп. 成国 大志 Нарикуни Таиси, род. 13 ноября 1997) — японский борец вольного и греко-римского стилей. По вольной борьбе: чемпион мира, Азии, Японии. Чемпион Японии среди любителей по греко-римской борьбе.

Является сыном Акико Иидзимы, двукратной чемпионки мира по вольной борьбе, это первый случай в вольной борьбе, когда мать и сын стали чемпионами мира.

## Спортивные результаты

### Вольная борьба
- Чемпион мира (2022).
- Чемпион Азии (2022).
- Чемпион Японии (2021), бронзовый призёр чемпионата Японии (2016).
- Бронзовый призёр Открытого чемпионата Японии (2021, 2022).
- Чемпион Японии среди студентов (2016, 2017, 2019).
- Серебряный призёр чемпионата Азии среди юношей (2014).

### Греко-римская борьба
- Чемпион Японии среди любителей (2022).
- Чемпион Японии среди студентов (2017).

## Видео
- Чемпионат мира 2022, вольная борьба, до 70 кг, финал: Таиси Нарикуни (Япония) — Зеин Аллен Ризерфорд (США)